# 通梁澚
通梁澚，是澎湖自清治時期至日治初期的一個行政區劃，其範圍即今澎湖縣的白沙鄉西北部。
通梁澚的北、西、南邊瀕海，東邊為瓦硐澚本部地區。

## 管轄街庄鄉
通梁澚共轄2個鄉：
- 今白沙鄉境內：通梁鄉、大倉鄉